# París-Tours 1912
La París-Tours 1912 fue la novena edición de la clásica París-Tours. Se disputó el 24 de marzo de 1912 y el vencedor final fue el belga Louis Heusghem, que se impuso en solitario.  

## Clasificación general[3]
|    | Ciclista               | Equipo  | Tiempo    |
| -- | ---------------------- | ------- | --------- |
| 1  | Louis Heusghem         |         | 9h 17'00" |
| 2  | Charles Deruyter       |         | a 2'00"   |
| 3  | Lucien Petit-Breton    | Peugeot | m.t.      |
| 4  | André Blaise           |         | a 5'00"   |
| 5  | Emile Georget          |         | m.t.      |
| 6  | François Faber         |         | a 9'00"   |
| 7  | Oscar Egg              |         | a 23'00"  |
| 8  | Maurice Léturgie       |         | m.t.      |
| 9  | Pierre-Joseph Heusghem |         | a 36'00"  |
| 10 | Louis Engel            |         | a 37'00"  |